# Pollicitatio
Die pollicitatio war im römischen Recht ein einseitiges formloses Versprechen einer Werkleistung (opus). Abgegrenzt wurde sie in der klassischen Zeit gegenüber der Schenkung (donatio), die ebenfalls auf Unentgeltlichkeit beruhte.
Das Versprechen kam regelmäßig von einer Person, die sich um die Wahl für ein öffentliches Amt oder eine Priesterschaft bewarb. Versprochen wurde die Erstellung eines Bauwerks zur Übereignung an die Gemeinde, damit es der Gemeinschaft zugutekam. Dabei handelte es sich häufig um Denkmäler, Tempel oder öffentliche Bäder. Derartige Versprechungen waren zunächst nur sittlicher Natur und unterlagen erst bei Eröffnung des Leistungsvollzugs rechtlichen Aspekten. Später war die pollicitatio auch im Falle der Erfolglosigkeit der Kandidatur oder des Interessenswegfalls durchsetzbar.